# David Mora (actor)
David Mora (n. 18 de marzo de 1986, Madrid) es un actor, guionista y realizador español. Conocido por interpretar a Rubén en Kiki, el amor se hace. Su trayectoria se ha desarrollado más en cortometrajes.

## Biografía
Mora fue subcampeón de España en natación. Ha estudiado en escuelas tales como Estudio Corazza, Estudio Juan Codina, Estudio Interactivo y Estudio 3. Estudió Comunicación Audiovisual y realizó una maestría en creación de guiones en Nueva York.
Practica esgrima, tenis, baile de salón, funky y hip-hop, además de natación y habla con fluidez el inglés.

### Carrera
Mora ha colaborado en diferentes proyectos con el director y guionista español Roberto Pérez Toledo, entre los cuales se encuentran cortometrajes como Aftershave, Gusanos, El Sueco y Chicos que lloran; así como las películas Seis puntos sobre Emma, Los amigos raros, Al final todos mueren, Como la espuma y Putito.
También ha realizado campañas publicitarias para McDonalds, Burger King, Toyota, Movistar y Coca Cola, entre otras. Ha participado en obras de teatro como Una vida perfecta.
Debutó en televisión participando en numerosos sketches del programa Sé lo que hicisteis, donde también fungía como guionista. Obtuvo una participación recurrente en la serie Con el culo al aire. Fue finalista en el Martini International Kisser Casting y se desempeñó como guionista de Hospital Central.
En 2014, fue elegido para interpretar a Ricardo en la película Sei Lá dirigida por Joaquim Leitão.
Otros créditos de Mora incluyen cortometrajes tales como Rotos, Never Again, Adhelber o 14 de Febrero. También ha participado en películas como En apatía, Gernika y El último Unicornio. Dirigió y escribió los cortometrajes Cliffhanger y Pajas.
En 2015 fue contactado por el director Paco León para participar en la película Kiki, el amor se hace, donde interpreta a Rubén, un sordo. Mora se preparó para el personaje con la ayuda de un amigo sordo, quien le enseñó la lengua de signos. También ha participado en series de televisión como Con pelos en la lengua, El padre de Caín y El hombre de tu vida.

## Filmografía

### Películas
| Películas | Películas              | Películas           | Películas |
| Año       | Película               | Rol                 | Notas     |
| --------- | ---------------------- | ------------------- | --------- |
| 2011      | Seis puntos sobre Emma | Donatello/Indalecio |           |
| 2012      | AfterParty             |                     |           |
| 2013      | Al final todos mueren  | Alf                 |           |
| 2013      | En Apatía              | Matías              |           |
| 2014      | Sei Lá                 | Ricardo             |           |
| 2014      | Los amigos raros       | Gabi                |           |
| 2014      | Tentaciones            |                     |           |
| 2016      | Gernika                | Soldado             |           |
| 2016      | Kiki, el amor se hace  | Rubén               |           |
| 2016      | Como la espuma         | Chico selfie        |           |
| 2017      | El Último Unicornio    | Nicolás             |           |
| 2018      | Los amores cobardes    | Nico                |           |
| 2023      | La novia de América    | Arturo              |           |

### Televisión
| Televisión | Televisión                | Televisión      | Televisión            |
| Año        | Título                    | Rol             | Notas                 |
| ---------- | ------------------------- | --------------- | --------------------- |
| 2010-2011  | Sé lo que hicisteis...    | Varios          | Guionista             |
| 2011       | Martini Kissing Casting   | Finalista       | Concurso para Martini |
| 2012       | Con el culo al aire       |                 | 1 episodio            |
| 2016       | El padre de Caín          |                 | 1 episodio            |
| 2016       | El hombre de tu vida      | Ciego           | 1 episodio            |
| 2017       | Velvet Colección          | Invitado Fiesta | 1 episodio            |
| 2020       | Veneno                    | Javier          | 1 episodio            |
| 2021       | Sky Rojo                  |                 | 1 episodio            |
| 2023       | Memento mori              | Rodrigo         | 6 episodios           |
| 2024       | Serrines, madera de actor |                 | 1 episodio            |
| 2024       | The Mallorca Files        | Mancuso         | 3 episodios           |

## Cortometrajes
- 2008
  - The Bench
  - Color Back
  - Pajaritos
- 2009
  - Aftershave
  - ¿Quién es quién?. Director y escritor
- 2010
  - Gusanos
  - El amor es sordo, como Namorado.
  - Betty Black Doll
- 2011
  - Not Again
  - Nada menos
  - Lo retiro
  - Chico Especial
- 2012
  - El Sueco
  - Retíralo
- 2013
  - Rotos
  - Halloween Love
  - Aldebher
- 2015
  - Cliffhanger. Director y guionista
  - Pajas, como Amigo. Director y guionista
  - Chicos que lloran
  - Under
- 2017
  - Tatuados, como Iván. Director y guionista
- 2018
  - Dos veintitrés. Director y guionista

## Teatro
- 2013: Una vida perfecta de Alejandro Melero
- 2014: Divina Monstruidad de Bárbara Caffarel